# كاترين أبيل
كاترين أبيل (بالدنماركية: Katrine Abel)‏ هي لاعبة كرة قدم دنماركية، ولدت في 28 يونيو 1990 في الدنمارك في مملكة الدنمارك. شاركت مع منتخب الدنمارك لكرة القدم للسيدات.

## وصلات خارجية
- كاترين أبيل على موقع الاتحاد الأوربي (الإنجليزية)
- كاترين أبيل على موقع قاعدة بيانات كرة القدم.إي يو (الإنجليزية)
- كاترين أبيل على موقع Soccerway.com (الإنجليزية)
- كاترين أبيل على موقع عالم كرة القدم.نت (الإنجليزية)